# القلفان (سنحان صنعاء)

تعديل مصدري - تعديل

حي القلفان هو أحد أحياء مدينة صنعاء، ويتبع إدارياً مديرية سنحان وبني بهلول التابعة لمحافظة صنعاء اليمنية. يبلغ تعداد سكانه 729 نسمة حسب التعداد السكاني في اليمن لعام 2004.